# 澄月
澄月（ちょうげつ、正徳4年（1714年） - 寛政10年5月2日（1798年6月15日））は、江戸時代中期の僧・歌人。俗姓は西山氏。出家して智脱と称した。別号を垂雲軒・酔夢庵・融阿と称した。法号は白蓮社雪誉融阿上人。備中国玉島（現・岡山県倉敷市）の出身。小沢蘆庵・伴蒿蹊・僧慈延と共に平安和歌四天王の一人と称せられ、諸文人と交流した。
13歳で上洛、当初比叡山延暦寺に登り天台教学を修めたが、その後浄土教に転宗した。諸国行脚の後、京都岡崎に隠棲し武者小路実岳に和歌を学んで、二条家の奥義を極めた。歌集に「垂雲和歌集」や「澄月法師千首」がある。また、歌学書に「和歌為隣抄（わかいりんしょう）」がある。